# Kościołków
Kościołków [pronunciación en polaco: /kɔɕˈt͡ɕɔu̯kuf/] es un pueblo en el distrito administrativo de Gmina Zagórów, dentro del Distrito de Słupca, Voivodato de Gran Polonia, en el centro-oeste de Polonia. Se encuentra aproximadamente 2 kilómetros al oeste de Zagórów, 15 kilómetros al sur de Słupca, y 70 kilómetros al este de la capital regional, Poznań.